# コブラ (マニューバ)

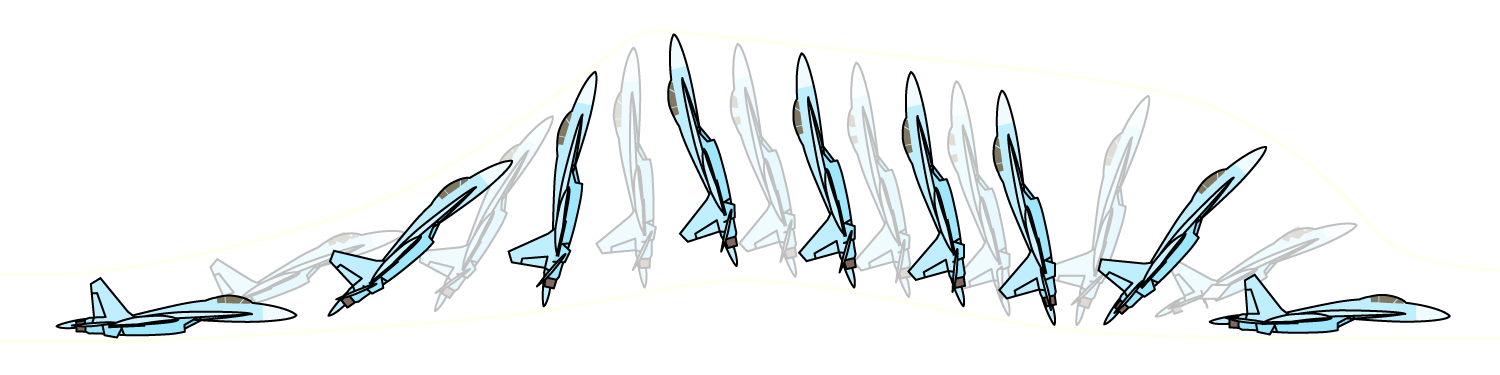
Su-27によるコブラ機動

コブラ（cobra）は、航空機のマニューバの1つであり、空戦機動の1つである。水平飛行中に進行方向と高度を変えずに機体姿勢を急激にピッチアップして迎角を90度近く取り、そのまま水平姿勢に戻る機動を指す。
1950年代、世界初のダブルデルタ形式の翼平面形を実用化したサーブ 35 ドラケンでこの機動を行うと、急な機首上げ機動に伴い容易に発生しうる「スーパーストール（縦にスピンする）」が問題化し、当時はフライ・バイ・ワイヤの補助がなかったため、姿勢回復目的でドラッグシュートが空中でも使用できるよう対策が施されていた。
1989年のパリ航空ショーでSu-27テストパイロットのヴィクトル・プガチョフの手によって初めて公開されたため、「プガチョフズ・コブラ（Pugachev's Cobra）」の名で呼ばれることもある。瞬間的な挙動と急減速に伴う操縦の困難さのため、パイロットに高い技量が要求されるほか、Su-27・F-22 ラプターなど強力なポストストール能力を有した一部の機種でないと行えない機動とされる。
ソビエト連邦の崩壊前の1990年代に作成された一部の論評などで、パルス・ドップラー・レーダーに対する欺瞞効果を推測したものがあったが、実戦で用いるものではなく、飛行特性の良さを訴えるデモンストレーションの意味合いが強い。

## フック（Hook）
フック（Hook）は、水平旋回飛行中のコブラとされ、進行方向と高度を変えずに機体姿勢のみを90度近くピッチアップし、機首を旋回円中心方向に向けたあと、そのまま水平旋回に戻る機動を指す。「コブラ・ターン（Cobra Turn）」とも呼ばれる。
1993年のドバイ航空ショーでSu-35によって初公開された。コブラと同じく非常に特殊な機動のため、失速下機動性（ポストストールマニューバビリティ）に優れた機種や、推力偏向ノズルを装備した機種でこそ可能なものと考えられている。

## クルビット（Kulbit）
クルビット（Kulbit）は、水平飛行中のコブラから機首を前方に戻さず、後方に一回転させ水平姿勢に戻る機動を指す。外見上の挙動は、高度を変えないままの宙返りとなる。
Su-27の発展向上型であるSu-37によって初公開された。Su-30MKMが推力偏向を用いず動翼のみで成功した事例もあるが、推力偏向ノズルを持つ機種であれば難易度は下がる。
現在のところ、この機動を行えるのはSu-27・Su-35・Su-37・F-22などの高度な失速機動特性を持つ機種に限られている。

### ダブルクルビット
MiG-29OVTによって初公開された、クルビットを2回連続で行うマニューバ。クルビットで失速状態の所を、推力偏向ノズルの効果でテールを振る事によって成功させているため、こちらは推力偏向ノズルが無いと不可能だと考えられる。